# Bjärnum
Bjärnum is een plaats in de gemeente Hässleholm in Skåne, de zuidelijkste provincie van Zweden. De plaats heeft 2643 inwoners (2005) en een oppervlakte van 362 hectare.

## Verkeer en vervoer
Bij de plaats loopt de Länsväg 117.
De plaats had vroeger een station aan de nog bestaande spoorlijn Markarydsbanan.